# Тревожный комплект
Тревожный комплект или тревожный набор — набор вещей, заблаговременно подготовленный для использования в случае экстренной ситуации. В народе носит также названия «тревожный чемодан», «тревожный чемоданчик», «тревожный рюкзак». Наполнение значительно различается в зависимости от предполагаемой ситуации и планируемых действий в ней.

## Использование понятия в специализированных службах

### Переход к активному несению службы
Для военнослужащих и сотрудников государственных организаций существует утверждённый служебной документацией (например, часто упоминается Приказ МВД России от 22.12.2006 г. №М/091 «О внесении изменений в приказ МВД России от 27.03.2001 г. №М/016» «Экипировка личного состава ОВД при объявлении сбора») обязательный перечень имущества в составе тревожного комплекта.
Назначение комплекта — обеспечить возможность выполнения служебных задач и кратковременную (порядка суток) автономность. Условия использования — применение при объявлении тревоги (сбора) со срочным отбыванием к месту выполнения служебной задачи.
Обычно в перечень входят:
- вещмешок
- смена одежды
- индивидуальная аптечка
- средства личной гигиены
- топографические принадлежности
- канцелярские принадлежности
- продукты питания и индивидуальная посуда
- другое

Как правило, при командировках в районы боевых действий и интенсивных операций военнослужащие и сотрудники государственных организаций по своему усмотрению дополняют этот перечень, руководствуясь принципом целесообразности.

### Изменение хода боевой операции
Отдельная разновидность тревожных комплектов, характерная преимущественно для зарубежных военных — сумка-«хватайка», хранимая в боевом транспорте (БТР, патрульный автомобиль), и используемая при необходимости покинуть транспорт временно (при выполнении короткой боевой задачи), либо насовсем (при подрыве). Такие укладки бывают как коллективные (на группу, на экипаж), так и индивидуальные.
Жаргонное название подобных укладок в американской речи, «bug-out bag» относится к практиковавшимся в ходе Корейской войны отступлениям с основных боевых позиций на запасные.
Содержимое:
- питьевая вода, паёк
- боеприпасы
- сигнальные средства
- инструмент
- комплект выживания
- аптечка, репеллент, солнцезащитный крем
- средства связи
- другое

### Изменение режима несения службы
Ещё один вид тревожных комплектов, характерных для (зарубежных) полицейских, предназначен для случаев, когда в обычное несение службы вмешивается особая ситуация. Это может быть преследование, террористический акт и другие инциденты, включая стрелка-психопата (англ. active shooter), зачастую укладки подобных комплектов от этого и получают название — «active shooter bag». Аналогичное назначение у комплектов, именуемых «bail-out bag».
Содержимое:
- боеприпасы к служебному оружию, постоянно носимому при себе.
- боеприпасы к оружию, хранимому в патрульной машине.
- питьевая вода, паёк.
- аптечка, репеллент, солнцезащитный крем.
- другое.

### Реагирование на чрезвычайную ситуацию
Родственным со следующим разделом статьи является комплект быстрого реагирования поисково-спасательных формирований, как государственных, так и добровольческих, аварийных радиолюбительских служб. Хранится в месте постоянной дислокации (проживания), предназначен для обеспечения основной деятельности на месте работ.
Содержимое:
- документы, идентификатор, форменная одежда
- основной инструмент для осуществления деятельности
- экипировка для ведения поисково-спасательных работ
- средства связи и сигнализации
- аптечка
- другое

## Использование понятия в сфере ГО и ЧС
В случае чрезвычайных ситуаций, требующих эвакуации населения, востребован комплект вещей для идентификации владельца, размещения на эвакуационных пунктах, приёма пищи.
Рекомендации МЧС России — гражданский тревожный чемоданчик
В практике зарубежных организаций используются аналогичные подходы.
Разные аварийные комплекты предполагают разные действия:
- срочная эвакуация на СЭП
- срочная эвакуация с обеспечением автономности (формулировка «72-часовой комплект»)
- удовлетворение потребностей с компенсацией отказа инфраструктуры — без покидания жилища
- срочная подготовка жилища к удару стихии — разумеется, без покидания жилища.

## Использование понятия в субкультурах
Сурвивализм, субкультура, сосредоточившая помыслы и усилия своих участников на подготовке к чрезвычайным ситуациям и полному краху цивилизации, усвоила концепции, используемые силовиками и спасателями. Членами субкультуры придумана классификация, разделяющая наборы по
- срокам обеспечиваемой автономности
- условиям хранения
- объёму

и т. д.
Ввиду существования в субкультуре разных концепций поведения в ЧС, зачастую предлагаемое наполнение комплектов сильно различается. Самым рациональным из используемых представителями субкультуры подходом остаётся полное перечисление того, что может пригодиться в составе тревожного комплекта в случае Конца Света, с последующим выбором из списка того, что нужно конкретному представителю данной субкультуры.
Примеры публикаций:
- Как пережить конец света и остаться в живых — Джеймс Уэсли Роулз
- Как выжить в глобальной катастрофе 2012 — Майкл Ван Нотрдам

и т. п.

## Использование понятия в быту
В контексте менее экстремальной деятельности понятие «тревожного комплекта» также востребовано, как в прямом, так и переносном смысле:
- тревожный чемоданчик для беременных;
- тревожный чемоданчик для командированных;
- и так далее, в богатом изобилии вариаций.